# El fantasma de la opereta
 El fantasma de la opereta es una película de comedia de terror musical argentina de 1955, dirigida por Enrique Carreras, y escrita por René Marcial, Manuel Rey, y Alfredo Ruanova. Está protagonizada por Alfredo Barbieri, Amelita Vargas, Tono Andreu, y Gogó Andreu.

## Argumento
Un cómico y bailarín desocupado sueña que va con su esposa y sus amigos a un teatro poblado de personajes de la literatura de terror.

## Reparto
- Alfredo Barbieri
- Amelita Vargas
- Tono Andreu
- Gogó Andreu
- Inés Fernández
- Mario Baroffio
- Alfonso Pisano
- Manuel Alcón
- Lalo Hartich

## Recepción

### Crítica
El Mundo opinó que la película era una:

”Suerte de pirueta apoyada en el obligado convencionalismo del caso.”

Por su parte La Nación dijo:

”Evocaciones de los célebres Frankenstein, Drácula y el Hombre Lobo, dominadores de películas graves, aparecn en esta comedia de sustos y bromas con música, animación y ritmos muy vivos.”